# Ifenain Ilmathen
Ifenain Ilmathen (em árabe: افناين) é uma comuna localizada na província de Bugia, no norte da Argélia. Segundo o censo de 2008, a população total da cidade era de 11 825 habitantes.